# 喀尔喀蒙古族
喀爾喀蒙古族，大多分布在現今的蒙古国，少數分布在中國、俄羅斯境內。喀爾喀蒙古人與中國蒙古族同源，屬蒙古語族群，使用蒙古語系的蒙古語喀爾喀方言，也是蒙古國的官方語言。在文字方面，曾放棄原先的傳統，改用西里尔字母書寫的蒙古文，但現今亦重新並用傳統蒙古文。在清代《理藩院則例》中，喀爾喀一名一直在官書中使用，与“内札萨克”（漠南）相对。現代中文語境中也稱漠北蒙古，即分布于戈壁沙漠以北外蒙古地區的蒙古族。
歷史上喀爾喀人有其特殊的社會結構及官制，家庭繼承方面以么子為主要繼承人。現今游牧的喀爾喀蒙古人在經濟生產方面仍多以第一產業為主，另外仰賴於當地豐富的自然資源，還發展第二產業和觀光產業。现代蒙古国的喀爾喀蒙古人的宗教信仰多元，“國家那達慕”為其重要慶典，慶典上的男子三藝有其特殊地位。蒙古族的文學和藝術的歷史悠久，《江格爾》為其重要英雄史詩，馬頭琴則為其特別的樂器。

## 名稱
喀爾喀（汉语拼音字母：Khalkh）作為部族名，在歷史文獻中最早出現於《元朝秘史》，寫法是「哈勒哈」，跟「喀爾喀」是同一個詞的兩種寫法。有關文獻記載和解釋可知，它是「後盾，擋牌」的意思。
蒙古史籍《大黃冊》記載：「居住在杭蓋之北，阻擋外敵的後衛，成為我們靠山的——— 喀爾喀萬戶」。《蒙古源流》稱：「喀爾喀之名元朝之後形成，『朔方後衛』的意思。」清代的《世襲譜》中說：「成吉思汗十五世孫達延車臣幼子格埒森札札踉爾琿台吉的故地，號所部喀爾喀。」《鄂爾多斯蒙古氏族》說明：「『喀爾喀』之意是『後盾』的意思。 」《蒙古族姓氏錄》記載喀爾喀是喀爾喀河（今译哈拉哈河）兩岸居住各部的總稱。分為內喀爾喀五鄂托克、北七鄂托克。北七鄂托克是格埒森札札蟬爾七子分領。
喀爾喀蒙古，因在沙漠以北，清代後期开始亦稱“外蒙古”。

## 民族分佈、人口與語言

### 民族分布

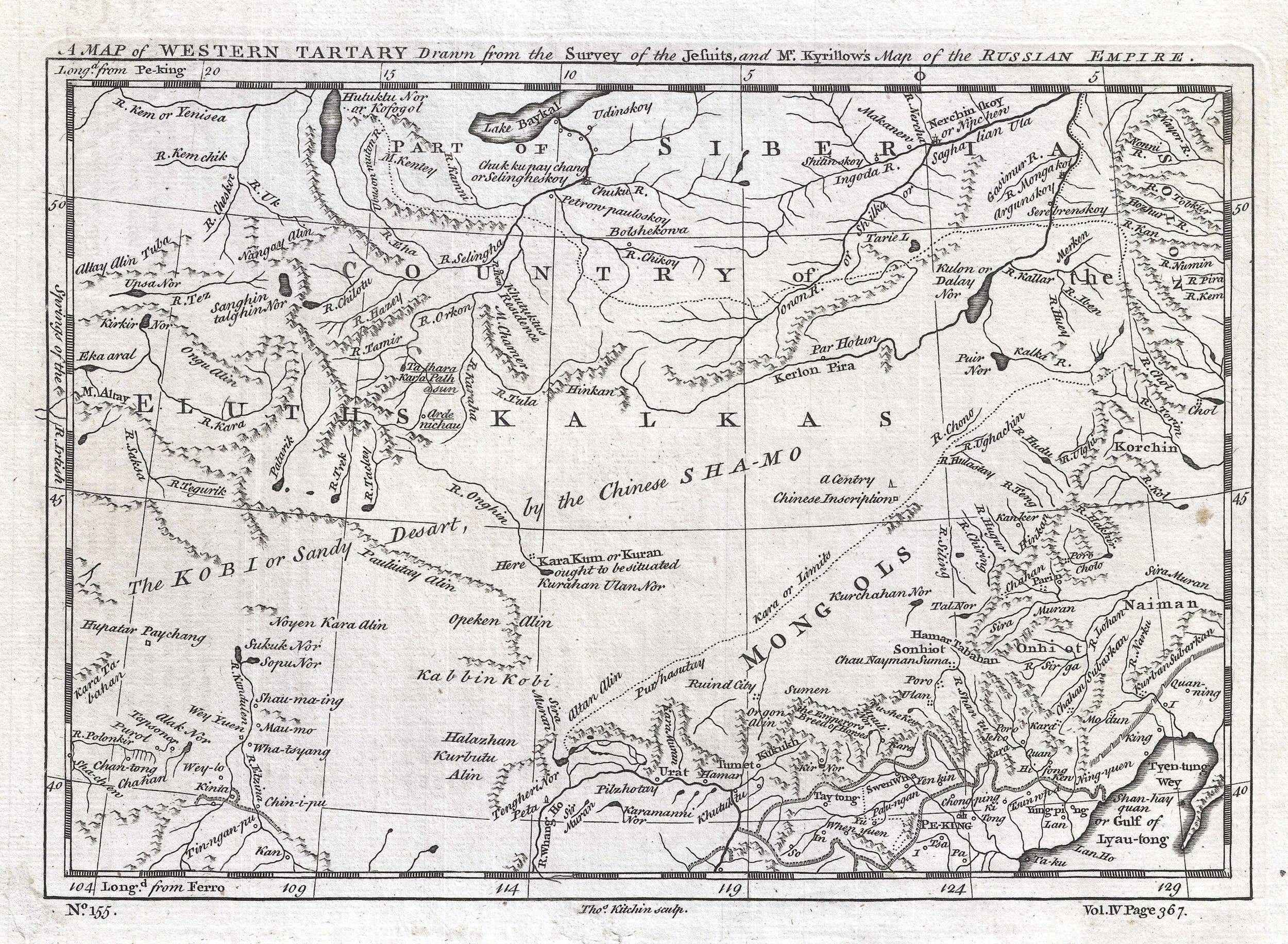
“Kalkas”表示喀尔喀

喀爾喀蒙古人現今絕大多數居住在大漠以北，也就是戈壁沙漠以北，又稱作漠北蒙古（清朝的劃分）或外蒙古，主要分布在現代的蒙古國除最西部科布多等地的绝大部分地区，由清早期的土謝圖汗部、賽音諾顏部、車臣汗部和札薩克圖汗部四部組成。此外居住在中國的喀尔喀人后裔分布于内蒙古和青海，也有一些群體居住在俄罗斯联邦的布里亞特自治共和國內，然而他們不再保留喀爾喀的自我認同、文化和語言。

### 人口
蒙古國大約有3,600,000人（2024），蒙古國內人口數最多的喀爾喀蒙古人佔國內人口84%，屬蒙古人種北方類型，與中國蒙古族同源。蒙古人種膚色呈黃色或黃褐色，頭髮大多為黑色質硬髮，顴骨突出，鼻寬中等且鼻樑不高，唇厚中等，略向前突出，再上門牙後槽呈現向內凹陷的鏟型，多為單眼皮，外眼角高於內眼角。

### 語言

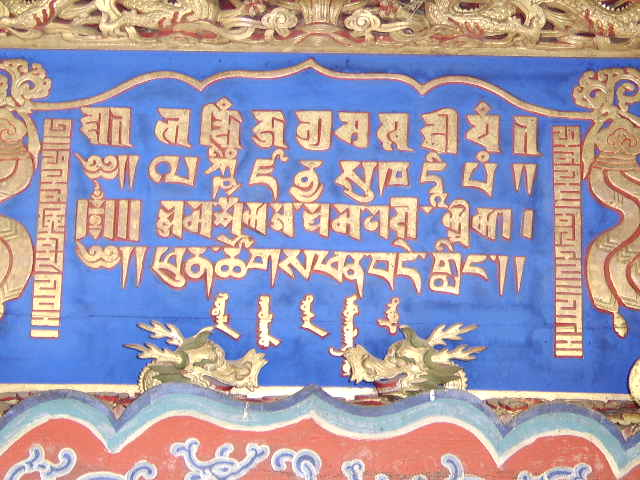
歷史上的各式蒙古文字。左右兩側為八思巴字，中間奇數行為蘭札文、偶數行為藏文字母、第三行左側為索永布，最末一行為胡都木的蒙古文字

喀爾喀蒙古語的使用人數最多，可以說是现代蒙古語中的標準語，且喀爾喀方言是蒙古國的官方語言，蒙古國內大約有百分之九十的人口和其他部族的蒙古人使用喀爾喀蒙古語，喀爾喀方言內部有些微的差別，有些學者將之分類為西部次方言、中部次方言及東部次方言。屬於阿爾泰語系蒙古語族。原有自己的文字，創於13世紀，為元世祖忽必烈命西藏僧人八斯巴新創的「八思巴文」。並在20世紀40年代放棄原有的傳統蒙古文字，改用西里爾字母（或稱做斯拉夫字母）為基礎的拼音文字，因苏联影响，詞彙中有大量俄語借詞。
| 西里爾字母 | 稱呼    | IPA           | 轉寫  |     | 西里爾字母       | 稱呼    | IPA             | 轉寫  |
| ---------- | ------- | ------------- | ----- | --- | ---------------- | ------- | --------------- | ----- |
| Аа         | а       | a             | a     |     | Пп               | пэ      | （pʰ），（pʰʲ） | （p） |
| Бб         | бэ      | p,pʲ, b       | b     | Рр  | эр               | r,rʲ    | r               |       |
| Вв         | вэ      | w,wʲ          | v     | Сс  | эс               | s       | s               |       |
| Гг         | гэ      | ɡ,ɡʲ,ɢ´, k    | g     | Тт  | тэ               | tʰ,tʰʲ  | t               |       |
| Дд         | дэ      | t,tʲ          | d     | Уу  | у                | ʊ       | u               |       |
| Ее         | е       | jε~jɜ, e      | je    | Үү  | ү                | u       | ü               |       |
| Ёё         | ё       | jɔ            | jo    | Фф  | фэ~фа~эф         | （f）   | （f）           |       |
| Жж         | жэ      | tʃ            | ž     | Хх  | хэ~ха            | x,xʲ    | h               |       |
| Зз         | зэ      | ts            | z     | Цц  | цэ               | tsʰ     | ts              |       |
| Ии         | и       | i             | i     | Чч  | чэ               | tʃʰ     | č               |       |
| Йй         | хагас и | i             | j     | Шш  | ша~эш            | ʃ       | š               |       |
| Кк         | ка      | （k），（kʲ） | （k） | Щщ  | ща~эшчэ          | （stʃ） | （šč）          |       |
| Лл         | эл      | ɮ,ɮʲ          | l     | Ъ ъ | хатуугийн тэмдэг | "       |                 |       |
| Мм         | эм      | m,mʲ          | m     | Ыы  | эр үгийн ы       | i       | y               |       |
| Нн         | эн      | n,nʲ          | n     | Ьь  | зөөлний тэмдэг   | ʲ       | '               |       |
| Оо         | о       | ɔ             | o     | Ээ  | э                | e       | e               |       |
| Өө         | ө       | o             | ö     | Юю  | ю                | jʊ, ju  | ju              |       |
|            |         |               |       | Яя  | я                | ja, j   | ja              |       |

## 歷史沿革

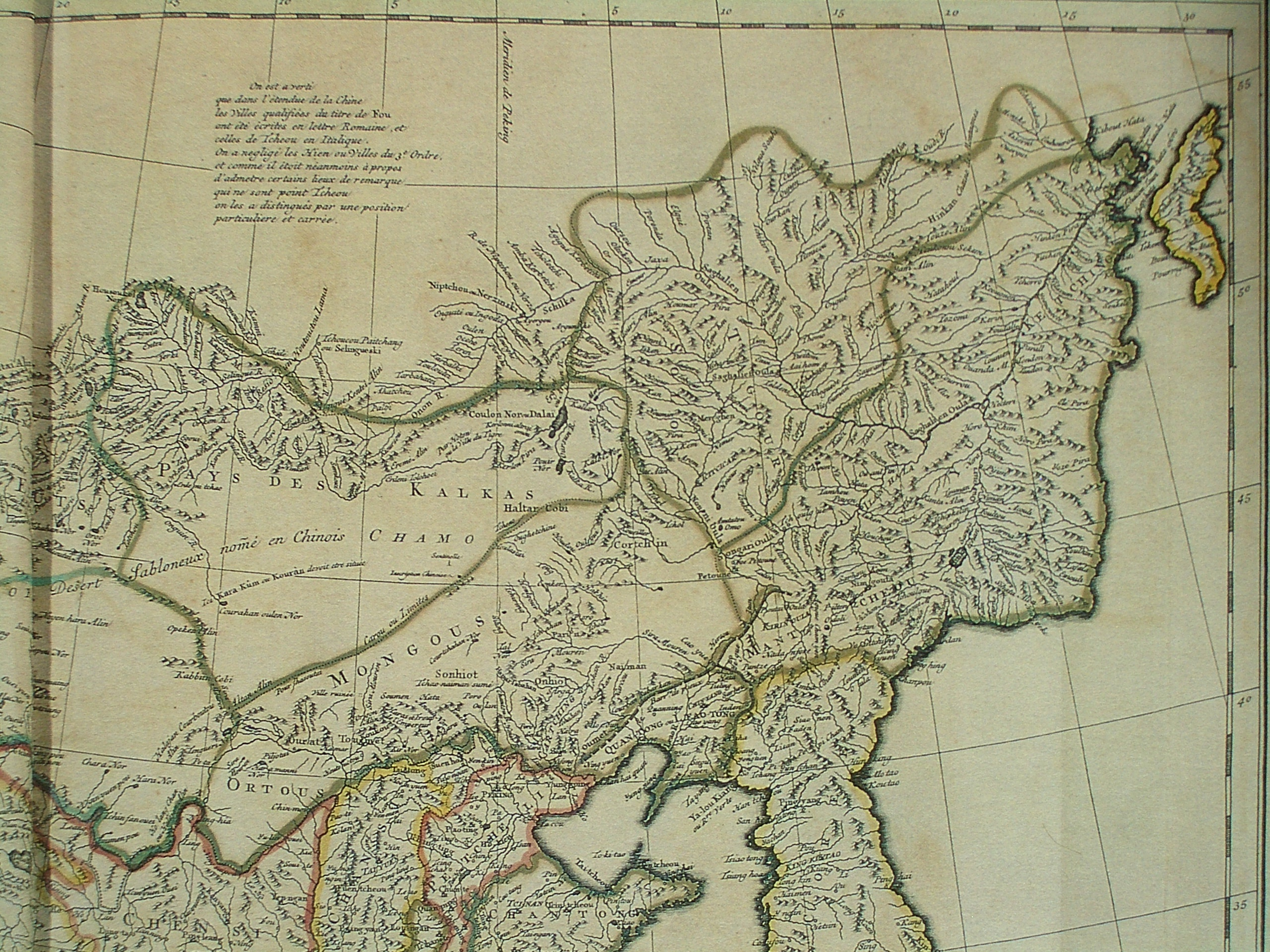
1734年d'Anville出版的地圖中繪有喀爾喀蒙古, 此地圖基於1700年Jesuits的實地考察繪制

喀爾喀最初為蒙古族的一個部落，16世纪才正式有喀尔喀之名。喀尔喀蒙古是由世代居住在蒙古本部的蒙古人演变而来，其源流几乎包含了所有的蒙古部落，比如成吉思汗家族的乞颜部、札木合的札達蘭部，以及蔑儿乞部、乃蛮部等，也有通古斯人与突厥人成分。
明朝建立後，蒙古人退出汉地並分裂成许多部落，直到元顺帝的八世孙达延汗逐渐重新统一蒙古本部，晚年将察哈爾（今河北张家口以北）和乌济叶特（今河北承德一帶和辽宁西部）封给长子图鲁博罗特；漠南河套前套（今內蒙古呼和浩特和包头一带）封给次子乌鲁斯博罗特；河套後套（今内蒙古巴彦淖爾和鄂尔多斯一带）封给三子巴尔斯博罗特；漠北、漠南原先各自獨立的各領地整合為6個萬戶，分為左右兩翼。喀爾喀屬於左翼諸萬戶之一，共有12部，內5部居於喀爾喀河以東，將之分封予第五子阿尔楚博罗特；外7部位於河西，分封給么子格哷森札札赉尔。
達延汗死後，內5部在16世纪中叶向南遷徙，从此喀尔喀万户就分成各自独立的漠北地区“外喀尔喀七部”和漠南地区“内喀尔喀五部”，後金征服察哈爾後，只剩下扎鲁特部、巴林部保留其部落名，屬內扎薩克的昭乌达盟，其余部落皆解體；外七部則留居故地，依舊稱為喀爾喀，處於漠北地區，隨著漠南蒙古被後金統一，喀爾喀随之向清廷朝贡，成为清朝的“北藩”属国。清軍入關前，外喀爾喀演变为三个部落：土谢图汗部（今蒙古国中部，以烏蘭巴托為中心）、车臣汗部（今蒙古国东部和內蒙古呼倫貝爾岭西）和札萨克图汗部（今蒙古国西部），統称喀爾喀（在雍正年間加劃出賽音諾顏部），嘉慶年間《大清一統志》統稱其為「烏里雅蘇台統部」。
清康熙年間，新疆西部伊犁（今中国新疆博爾塔拉蒙古自治州）一带的卫拉特蒙古人分支准噶尔部在噶爾丹率領下进攻喀爾喀各部，喀爾喀活佛第一世哲布尊丹巴呼圖克圖率臣民逃往内蒙古并向清廷求援，康熙帝亲征，清军在征战中击破准噶尔汗國，多倫會盟後诏令喀尔喀返回蒙古本部，蒙古全境至此併入清朝版图。
此外清廷先后在内蒙古设立喀尔喀左翼旗（屬昭乌达盟）、喀尔喀右翼旗（屬烏蘭察布盟），在青海蒙古设立喀尔喀南右旗（屬青海右翼盟）。

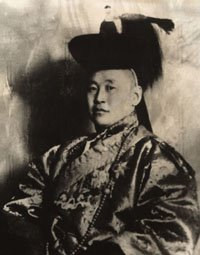
1911年蒙古恢復獨立後首位總理、賽音諾顏汗那木囊蘇倫

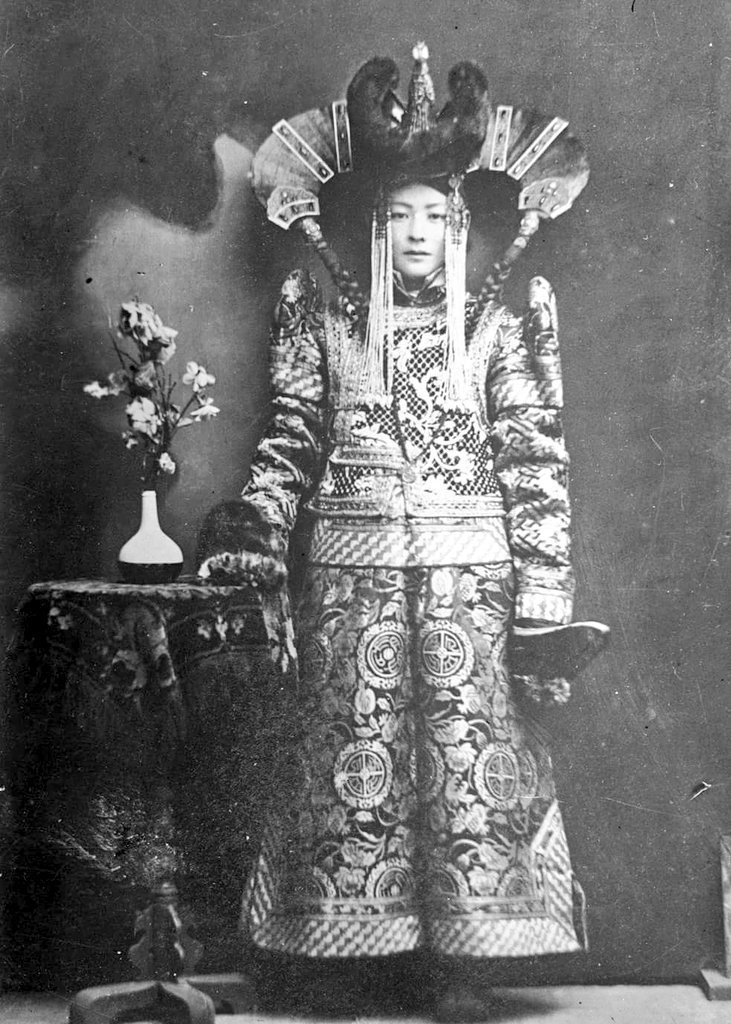
20世紀初的喀尔喀贵族女子

20世紀初，隨著清朝的覆滅，喀爾喀蒙古也宣告獨立，「大蒙古國」成為藏傳佛教神權政體。1921年革命後，蒙古擺脫王公和喇嘛的封建體制，并於1924年建立人民共和國。1945年，雅爾達會議的決議確定外蒙古保持其現狀，並於同年通過獨立公投獲得中華民國的承認。
1989年，蒙古受東歐民主化浪潮影響爆發民主革命，成為亞洲共產主義國家中第一個民主化的國家，1992年國號改為蒙古國，並確立多黨民主制度。

## 產業與生活

### 產業

#### 第一級產業

##### 畜牧業
畜牧業是喀爾喀蒙古人傳統的經濟生產模式，從古至今，蒙古人所處的地域環境提供了他們豐富的自然資源及環境作為畜牧業的基礎，加上處於草原氣候，受各地雨量差異的影響，在此氣候環境下，畜牧業為國民的基礎產業，約佔國民生產總值的20%。到了近幾年，畜牧業隨著經濟體制的改革和私有化、市場化發展，相較於其他產業，畜牧業發展的略為快速，但對於自然災害和疾病侵襲的預防控制能力較弱。蒙古人畜牧業主要養殖駱駝、馬、牛、山羊和綿羊。蒙古是世界第二大羊絨出產國，但因加工設備和技術的落後無法實現高附加值產品效益。在蒙古國，2002年成立的蒙古肉製品生產公司是蒙古最大的肉類加工出口企業。

##### 農業
蒙古農業以種植麥類、蔬菜、薯類和飼料作物為主，在經濟體制改革后呈現逐年下降的趨勢;穀物生產由1990年的72萬噸，下降到了2005年的7.52萬噸。因为農產品產出量無法滿足國民基本需求，只能依靠大量進口。

##### 林業
森林覆蓋率為8.2%。

##### 漁業
庫蘇古爾湖盛產魚類。

#### 第二級產業

##### 工業
蒙古工業基礎薄弱，結構失衡，以食品中肉、乳、皮革等處產品加工為主，採礦業和燃料動力的開發也是蒙古主要的工業發展部分，此外木材加工、電力、紡織、縫紉和採礦業也具一定規模。主要出口畜產品，進口機器設備、燃料、工業原料和生活日用品等。

##### 礦業
蒙古礦產資源豐富，煤、螢石、鎢、金、鐵、錫等蘊藏量大，銅、鉬礦儲存量位居亞洲之首，故礦業在蒙古 經濟體系中為主要發展產業，同時也是國家財政收入和出口外匯的主要產業。2005年時佔到了蒙古國工業總產值的67.1%，佔出口產品的76.9%。

#### 第三級產業

##### 旅遊業
蒙古国地域遼闊，擁有豐富多元的自然風光及舒適的氣候環境，加上特殊的人文風情，故政府將旅遊業視為第一發展產業，近年來極力發展觀光產業，成為蒙古極具潛力的產業，並且政府訂定出多種旅遊相關政策，至蒙古旅遊人數年年攀升。

### 生活

#### 蒙古包

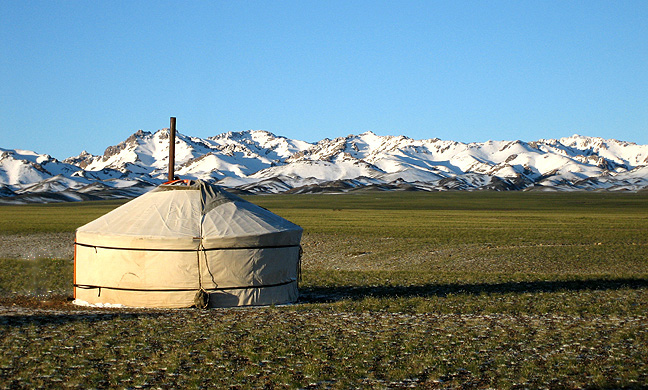
蒙古族的蒙古包

蒙古包為蒙古族特有的傳統住屋，建築方式為使用駝繩綁紮固定，使之成為一固定的圓形牆壁。上頭圓頂稱為陶敖，直徑為1.5公尺，上頭有繁複的花紋。蒙古包包頂外型均為圓錐體，會用一層或多層的毛氈、帆布覆蓋，最後用一塊矩形毛氈把陶敖覆蓋住以防風雪便於過夜，然後將哈那及烏尼按圓形接在一起綁住，搭上毛氈用錨繩繫好。使用完畢後只要將哈那摺疊成束，又能當牛、馬車的車板，蒙古包十分輕便，只需雙峰駱駝或一輛牛車即可運行，並且只需要兩、三個小時便可以搭建完成，十分適合遊牧民族搬遷使用。
近年來經濟技術發展，蒙古包的結構、材質有新的變革，有些增設窗戶，增加通風及採光性，室內也增設許多現代用品。

## 現況
現今蒙古族大都仍保存傳統的游牧生活，以畜牧業為主，過度放牧導致土地沙漠化的問題接踵而來，然而豐富的自然資源也使蒙古族得以發展原料出口工業。此外，居住在都市中的蒙古族人已受西化影響，日常生活中可見到世界各地而至的商品與文化。尤其在1990年代經濟自由化過後，蒙古有一部份的人一夜暴富，至今，蒙古族的貧富差距也逐漸擴大。
在蒙古，除了貧富問題之外，男女性別比差距的擴大也是顯著的問題之一，女多男少的社會中，婚姻問題也隨之而來。
在外交部份，除了部份生活在中國、俄羅斯等地的喀爾喀蒙古人，絕大多數的喀爾喀蒙古人多生活在蒙古國，而蒙古國作為中、俄兩國之間的緩衝國，受兩國較大影響。

### 地名
- 哈拉哈河
- 哈拉哈高勒苏木

### 明末清初蒙古各部
- 漠南蒙古
  - 内喀尔喀
- 喀尔喀蒙古（外喀尔喀)
  - 土謝圖汗部
  - 車臣汗部
  - 札薩克圖汗部
  - 阿拉坦汗部
- 厄鲁特蒙古

### 引用
1. ↑  秋雨主编. . 哈尔滨：黑龙江科学技术出版社. 2013.11: 148–149. ISBN 978-7-5388-7483-9.
2. 1 2  圖門其其格，蒙古國的語言文字及文字改革，«語言與翻譯» 1995年第二期
3. 1 2  《清史稿·地理志》：“喀爾喀四部八十四旗，統稱外札薩克。”
4. ↑  .   [2009-08-11]. （原始内容存档于2020-09-20）.
5. 1 2 3 4  香莲. . 《赤峰學院學報（漢文哲學社會科學版）》 (中華人民共和國: 赤峰學院). 2011年, (第12期): 第13頁－第14頁  [2019-10-18]. （原始内容存档于2020-09-28）. 「喀爾喀」之詞歷史文獻中最早出現在《蒙古秘史》，寫法是「哈勒哈」，跟「喀爾喀」是同一個詞的兩種寫法，「後盾、擋牌」的意思。《大黃冊》記載：「居住在杭蓋之北，阻擋外敵的後衛，成為我們靠山的———喀爾喀萬戶」。這裡喀爾喀之意是「後盾、擋牌、護衛。」《蒙古源流》記載：「喀爾喀之名元朝之後形成，『朔方後衛』的意思。」《世襲譜》中說「成吉思汗十五世孫達延車臣幼子格埒森札札踉爾琿台吉的故地，號所部喀爾喀。」《鄂爾多斯蒙古氏族》說明：「『喀爾喀』之意是『後盾』的意思。 」《蒙古族姓氏錄》記載喀爾喀是喀爾喀河兩岸居住各部的總稱。分為內喀爾喀五鄂托克、北七鄂托克。北七鄂托克是格埒森札札蟬爾七子分領。以上有關「喀爾喀」字的文獻記載和解釋可知，它是「後盾，擋牌」的意思。喀爾喀蒙古，因在沙漠以北，亦稱外蒙。
6. ↑  光緒《大清會典事例》卷九百六十四、九百六十五中的「外蒙古疆理包括喀爾喀四部落」。
7. ↑  Atwood, Christopher. "Khalkha.", "Tsogtu Taiji.", and "Buriats." Encyclopedia of Mongolia and the Mongol Empire. 2006.
8. ↑  孛爾只斤·布和;留在漠北故土上的蒙古人_喀爾喀蒙古人;草原文化2016年第一期;46-47
9. ↑  陳衛平;寫給大家的中國地理-蒙古高原;22;天衛文化圖書股份有限公司出版
10. ↑  劉學銚;蒙藏概況;74;台灣中華書局印行
11. ↑  .   [2017-04-29]. （原始内容存档于2020-04-14）.
12. ↑  陳衛平;寫給大家的中國地理-蒙古高原;23;天衛文化圖書股份有限公司出版
13. ↑  徐俊;中國古代王朝和政權名號探源;2000年11月:285–286;湖北武昌:華中師範大學出版社
14. ↑  .   [2019-10-18]. （原始内容存档于2020-09-22）.
15. ↑  伊德新諾爾布(蒙古國家歷史博物館館長);二十世紀的蒙古;蒙藏委員會民國92年12月出版«蒙藏之友»季刊第83期
16. ↑  張炎憲(國史館館長);重新認識蒙古;«蒼茫草原的國度»;21-23;國立歷史博物館出版
17. ↑  2004年12月24日蒙古自然環境部公布
18. 1 2  .   [2017-05-07]. （原始内容存档于2020-11-26）.
19. ↑  郝時遠、杜世偉;《列國志：蒙古》;社會科學文獻出版社;2007;ISBN 9787802308824
20. ↑  趙儒煜;蒙古國:從傳統走向現代的草原之國;162-165;香港城市大學出版社出版
21. ↑  .   [2017-07-25]. （原始内容存档于2019-05-18）.
22. ↑  .   [2017-07-25]. （原始内容存档于2019-05-19）.
23. ↑  盛盈仙;人與社會的建構:全球化議題的十六堂課;75;秀威資訊科技股份有限公司出版
24. ↑  .   [2017-07-25]. （原始内容存档于2020-09-19）.